# Netlog
Netlog là một mạng xã hội được phát triển bởi Massive Media NV(trụ sở tại Bỉ), có hơn 94 triệu thành viên hoạt động(tính đến 2011) và hỗ trợ hơn 34 ngôn ngữ, trang chủ đặt tại http://netlog.com. Đây được xem là một công cụ để người sử dụng thuộc lứa tuổi thanh thiếu niên được kết nối và giao lưu với nhau.  Tại Netlog họ có thể tạo cho mình một website cá nhân với những thông tin, sự kiện, hình ảnh để chia sẻ với mọi người. Theo hệ thống đo lường hàng đầu thế giới ComScore, Netlog dẫn đầu thị trường lượt xem ở Bỉ, Ý, Áo, Thụy Sĩ, România và Thổ Nhĩ Kỳ. Hiện Netlog đã có phiên bản Tiếng Việt tại http://vi.netlog.com Lưu trữ ngày 28 tháng 1 năm 2012 tại Wayback Machine.